# Каплиця Знайдення Святого Хреста (Залав'є)
Каплиця Знайдення Святого Хреста в Залав'ї — колишня римсько-католицька каплиця в селі Залав'ї Тернопільської области України.

## Відомості
- 1912 — подаровано місцевою владою земельну ділянку під будівництво костелу.
- 1933 — з ініціативи о. Михайла Папроцького, коштом місцевих власника Леопольда Козебродського та парафіян розпочато будівництво мурованої святині (проєкт Тадеуша Обмінського).
- 1935 — завершено та освячено костел.

У радянський період використовувалася як зерносховище та склад хімікатів. Після 1991 року святиню впорядкувала римсько-католицька громада, які обслуговують її донині.

## Настоятелі
- о. Михайло Папроцький.